# Comerç
|  | Per a altres significats, vegeu Establiment comercial |

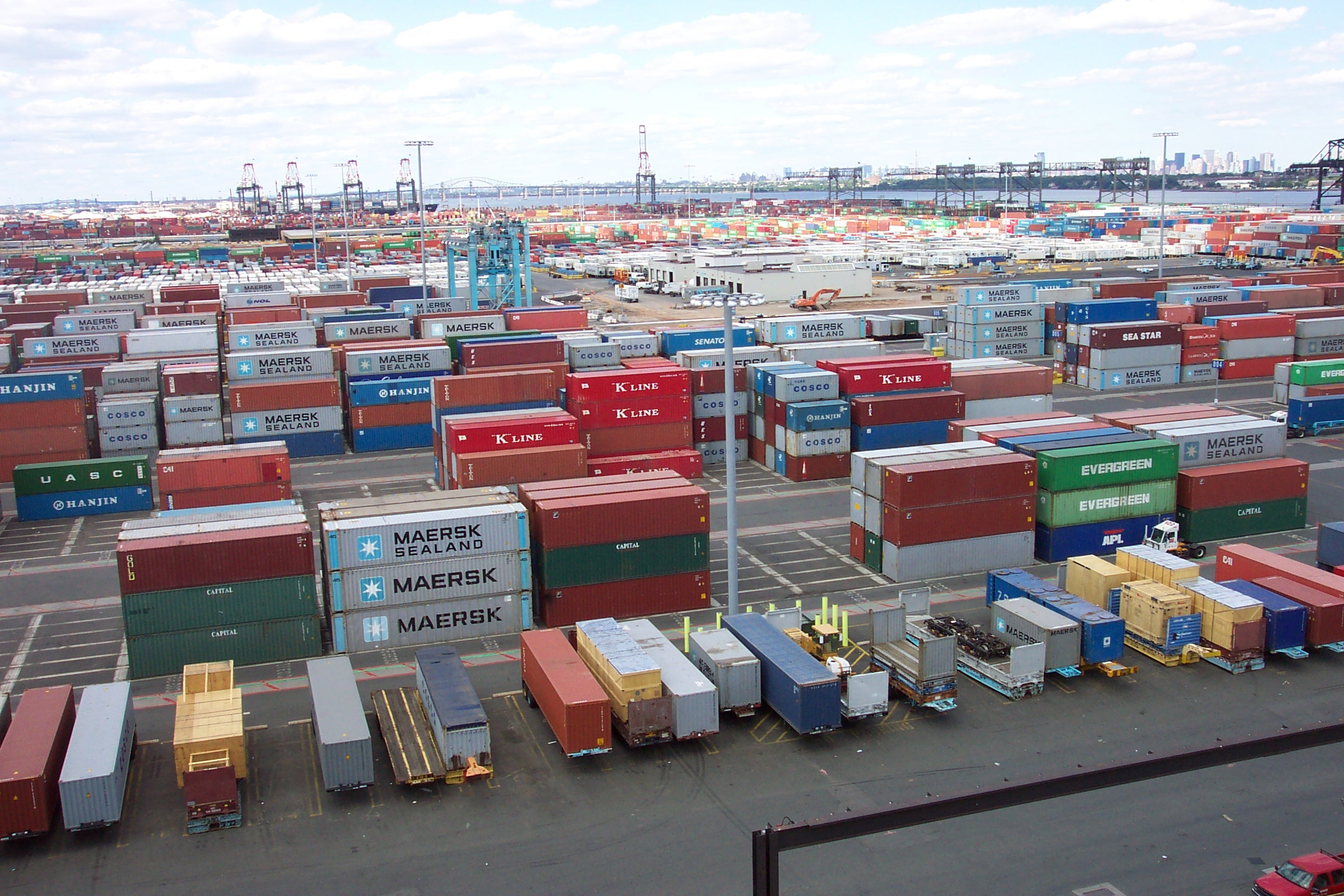
Contenidors al port Elizabeth de Nova Jersey.

El comerç és el conjunt d'activitats de compravenda de béns o serveis, sia pel seu ús, venda, o transformació. El comerciant normalment compra quantitats grans d'un bé per tal de vendre'l en menors quantitats. El comerç detallista és el que compra a l'engròs a distribuïdors (o directament de productors) i els ven al consumidor final.

## Història del comerç

### Orígens

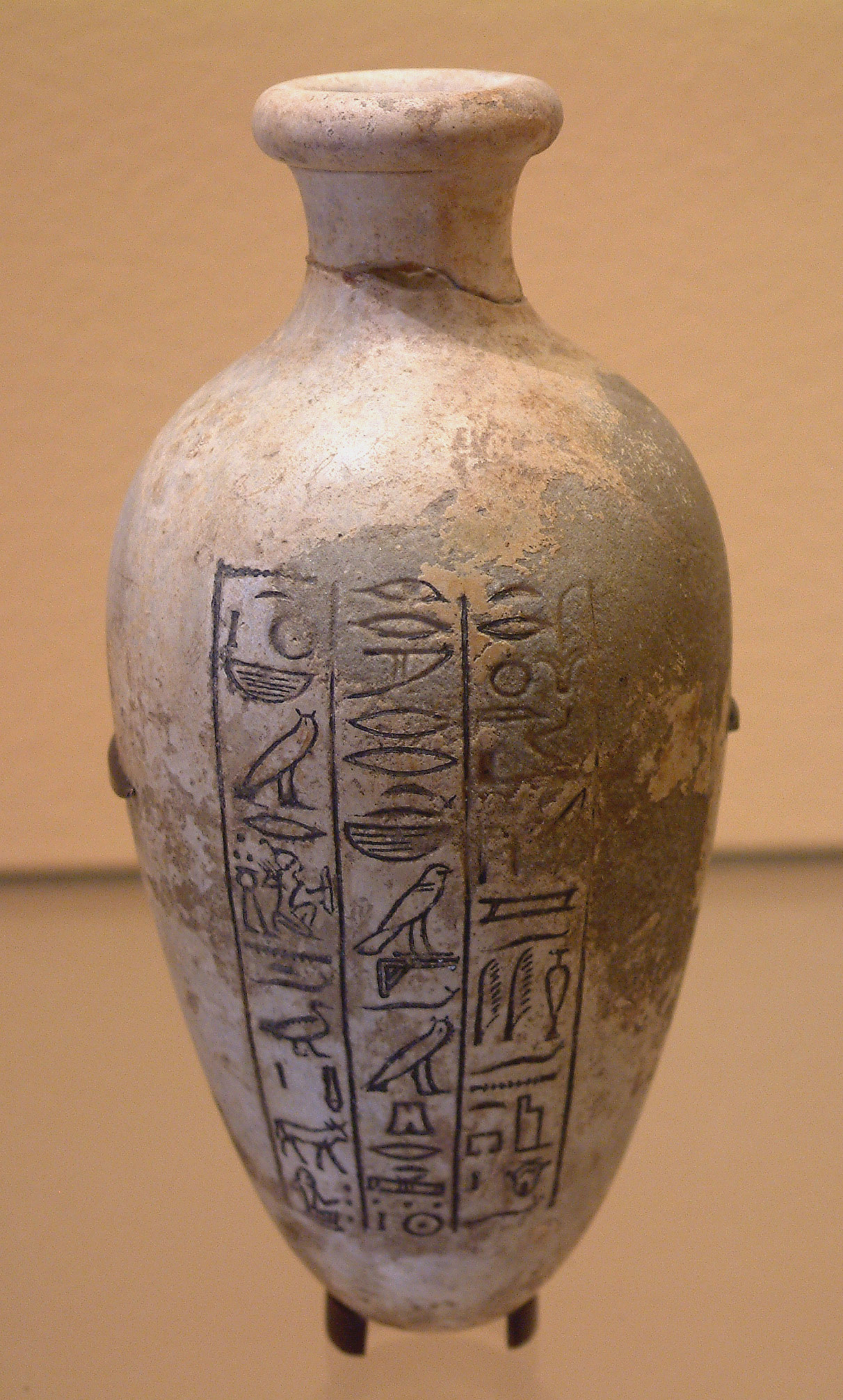
Àmfora (recipient) egípcia.

Els orígens del comerç es remunten cap a l'acabament del Neolític, quan l'agricultura va ser descoberta.
Al principi, l'agricultura que es practicava era una agricultura de subsistència, on les collites obtingudes eren les justes per a la població dedicada als afers agrícoles. Tanmateix, a mesura que nous desenvolupaments tecnològics anaven incorporant-se al dia a dia dels agricultors, com per exemple la força animal, o l'ús de diferents estris, les collites obtingudes eren cada cop més grans. Així va arribar el moment propici pel naixement del comerç, condicionat per dos factors:
- Les collites obtingudes eren més grans que el necessari per a la subsistència de la comunitat.
- Ja no era necessari que tota la comunitat es dediqués a l'agricultura, per tant part de la població va començar a especialitzar-se en altres afers, com el treball del ferro o de la terrissa.

Per tant, els excedents de les collites van començar a intercanviar-se amb altres objectes en què altra comunitat estava especialitzada. Normalment aquests objectes eren elements per a la defensa de la comunitat (armes), dipòsits per poder transportar o emmagatzemar els excedents alimentaris (cànters, àmfores, etc.), noves ferramentes agrícoles (aixades de metall), o inclús més endavant objectes de luxe (espills, arracades, etc.).
Aquest comerç primitiu, no sols va suposar un intercanvi local de béns i aliments, sinó també un intercanvi global d'innovacions científiques i tecnològiques, entre d'altres, el treball en ferro, el treball en bronze, la roda, el torn, la navegació, l'escriptura, noves formes d'urbanisme, i un llarg etcètera.
A més a més de l'intercanvi d'innovacions, el comerç també va propiciar un canvi gradual de les societats. Ara la riquesa podia emmagatzemar-se i intercanviar-se. Van començar a aparèixer les primeres societats capitalistes tal com les coneixem hui en dia, i també les primeres estratificacions socials. En un inici les classes socials eren simplement la gent del poblat i la família del dirigents. Més endavant van anar apareixent altres classes socials més sofisticades com els guerrers, els artesans, els comerciants, etc.

### El bescanvi

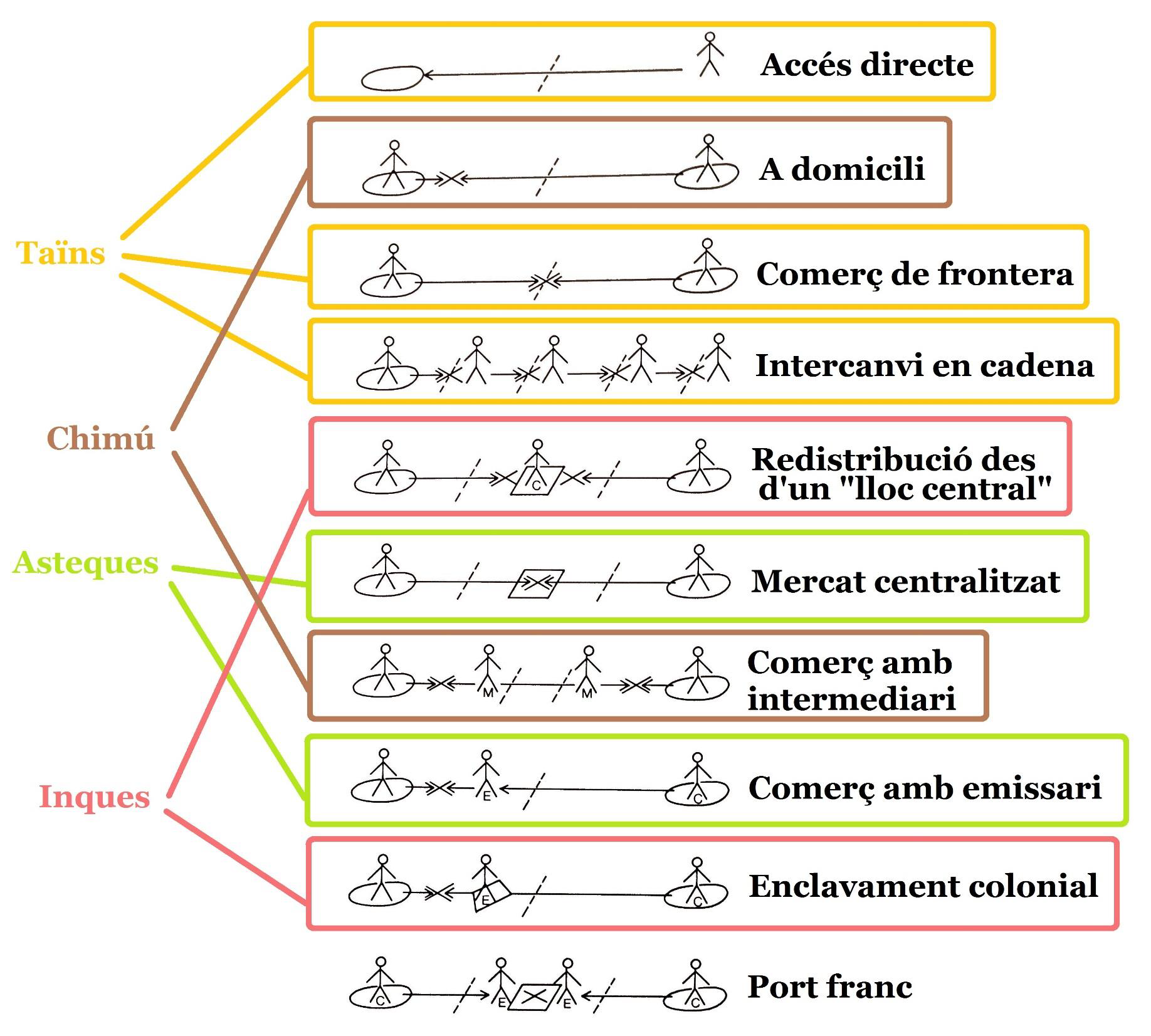
Exemple de comerç neolític (en aquest cas, de cultures americanes precolombines). Hi ha diversitat d'estratègies, segons les necessitats, l'adaptació a l'entorn, etc.
Hi ha comerç d'abast continental, però en aquesta època la major part del comerç és regional, i sobretot, local.
En general, són sistemes econòmics igualitaris i poc competitius, que busquen el benefici en les dues parts que fan el tracte

El bescanvi era la manera en què les antigues civilitzacions van començar a comerciar. Es tracta d'intercanviar mercaderies per altres mercaderies d'igual valor. El principal inconvenient d'aquest tipus de comerç és que les dues parts involucrades en la transacció comercial havien de coincidir en la necessitat de les mercaderies ofertes per l'altra part. Per solucionar aquest problema van sorgir una sèrie d'intermediaris que emmagatzemaven les mercaderies involucrades en les transaccions comercials. Aquests intermediaris molt sovint afegien un risc massa elevat en aquestes transaccions, i és per això que aquest tipus de comerç evolucionar cap al bescanvi indirecte.
El bescanvi indirecte és on es pren un producte o objecte com a patró pel qual es valoren la resta de productes a bescanviar. A partir d'aquí neix la moneda. Actualment ja s'ha superat aquest mecanisme i les societats es mouen únicament per títols de crèdit (bitllets): es valoren els productes a partir de valors arbitràries establerts sobre uns títols de crèdit emesos per una entitat de confiança i solvent que pagarà a qui tingui el títol de crèdit aquella quantitat en algun metall preciós. Tot i que, actualment, en la pràctica el comerç es mou bescanviant títols de crèdit (les monedes actuals també són uns pseudotítols de crèdit, atès que el valor facial no es correspon al valor intrínsec).

### La introducció de la moneda

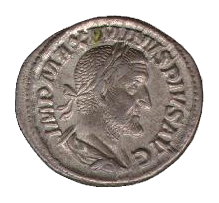
Denari romà, d'argent.

La moneda, o el diner, en una definició més general, és un mitjà acordat en una comunitat per l'intercanvi de mercaderies i béns. El diner no sols ha de servir per a l'intercanvi, sinó que també és una unitat de comptatge i una eina per emmagatzemar valor. Històricament hi ha hagut molts tipus diferents de diners, des de porcs, dents de balena, el cacau, o tipus determinats de closques marines. Tanmateix,, sens dubte el més estès al llarg de la història és l'or.
L'ús del diner en les transaccions comercials va suposar un gran avanç en l'economia. Ara ja no calia que les parts implicades en la transacció necessitaren les mercaderies de la part oposada. Civilitzacions més avançades, com els romans, van estendre aquest concepte i van començar a encunyar monedes. Les monedes eren objectes especialment dissenyats per aquest afer. Encara que aquestes primitives monedes, al contrari de les monedes modernes, tenien el valor de la moneda explícit en ella. És a dir, que les monedes estaven fetes de metalls com or o argent i la quantitat de metall que tenien era el valor nominal de la moneda.
L'únic inconvenient que tenia el diner era que en ser un acord dins d'una comunitat, podia tenir no sentit un diner fora de context. Per exemple, si l'element d'intercanvi d'una comunitat eren dents de balena, aquelles dents no tenien cap valor fora de la comunitat. És per això que una mica més endavant va sorgir el concepte de divisa. La divisa, ara sí, és un element d'intercanvi acceptat en una zona molt més àmplia que no la pròpia comunitat. La divisa més habitual era l'or pur, encara que al llarg de la història també han aparegut altres, com la sal o el pebre. Les divises van facilitar el comerç inter-continental en gran manera.

### Les rutes comercials
Al llarg de l'edat mitjana, van començar a sorgir unes rutes comercials intercontinentals que intentaven cobrir l'alta demanda europea de béns i mercaderies, sobretot de luxe. Entre les rutes més famoses destaca la Ruta de la Seda, però també n'hi havia d'altres importants, com les rutes d'importació de pebre, de sal o de tints.
El comerç a través d'aquestes rutes molt poques vegades era un comerç directe. La major part de les mercaderies canviaven de propietari cada poques desenes de quilòmetres, fins a arribar a les riques corts europees. Malgrat això, aquestes primeres rutes comercials ja van començar a fer plantejar-se als estats la regulació de la importació. Fins i tot va haver moments que es va prohibir l'ús de la seda per a la vestimenta en el sexe masculí, a fi de rebaixar el consum d'aquest car producte.
La capital romana d'Orient de Constantinoble fou un dels principals nexes comercials de l'edat mitjana. Cap a les últimes dècades del segle xiii, els mercaders mallorquins començaren a comerciar amb l'Imperi Romà d'Orient, que en poc temps es convertiria en el que probablement fou el seu mercat principal en l'edat mitjana tardana. Aquest enfocament es pot explicar per la seva voluntat d'evitar la competència amb els mercaders catalans, que centraven la seva activitat en el Llevant, així com els seus vincles comercials amb els venecians i els genovesos, que dominaven el comerç internacional amb l'imperi. Per altra banda, un gran nombre de nobles i mercaders-patrons mallorquins exerciren com a pirates, corsaris o mercenaris en territori romà.
El 1268, el rei d'Aragó concedí al Consell de Cent el dret de nomenar cònsols a l'Imperi Romà d'Orient. Tanmateix, el factor decisiu per a l'establiment dels consolats ultramarins de Constantinoble i el seu suburbi de Pera fou la tradició consular mallorquina. Per part catalana, no hi ha documentat cap cònsol a Constantinoble o Pera entre el 1281, quan fou nomenat el primer cònsol dels catalans «a Constantinoble i tota la Romània a bord de vaixells», i la dècada del 1380, encara que el silenci de les fonts no permet descartar-ne completament l'existència. El 1296, Andrònic II promulgà un crisòbul en el qual concedia privilegis comercials als «habitants de les terres de Barcelona, Aragó, Catalunya, Mallorca, València, Tortosa i les altres terres de l'excel·lentíssim rei d'Aragó i de Sicília». Malgrat que no hi ha cap font supervivent que contingui una referència concreta a una presència anterior dels mercaders catalans en aquesta part de la Mediterrània, es pot extrapolar a partir de l'objectiu del crisòbul, que no era altre que regular-ne «el retorn […] a terres imperials». Tanmateix, la comunitat mercantil aragonesa de Constantinoble estigué sempre en una posició de feblesa, tant davant de les autoritats romanes com davant dels venecians i els genovesos.
Les Croades van ser una important ruta comercial creada de manera indirecta. La ruta que es va crear a ran del moviment de tropes, subministraments, armes, artesans especialitzats, botins de guerra, etc. va reactivar l'economia de moltes regions europees. Aquest mèrit s'atribueix en part al rei anglès Ricard I Cor de Lleó, que en involucrar-se en la Tercera Croada va aconseguir importants victòries comercials per a Europa, com per exemple el restabliment de la Ruta de la seda i la recuperació de les rutes de pebre.
|                            | Marco Polo en la cort de Khublai Khan, any 1280. |
| Mapa de la Ruta de la Seda |                                                  |

A principis del segle xiv, Les relacions comercials i consulars entre la Corona d'Aragó es recuperaren ben aviat de la crisi provocada per la Venjança Catalana. El 1315, Andrònic II Paleòleg respongué favorablement a una carta del rei Jaume II el Just i concedí als catalans el lliure comerç arreu de l'imperi. Se sap que Octobo de Mari era cònsol dels mallorquins a l'Imperi Romà d'Orient, probablement a Pera, el 1341, cap a l'inici de la segona guerra civil de l'era dels Paleòleg.

### Organització professional

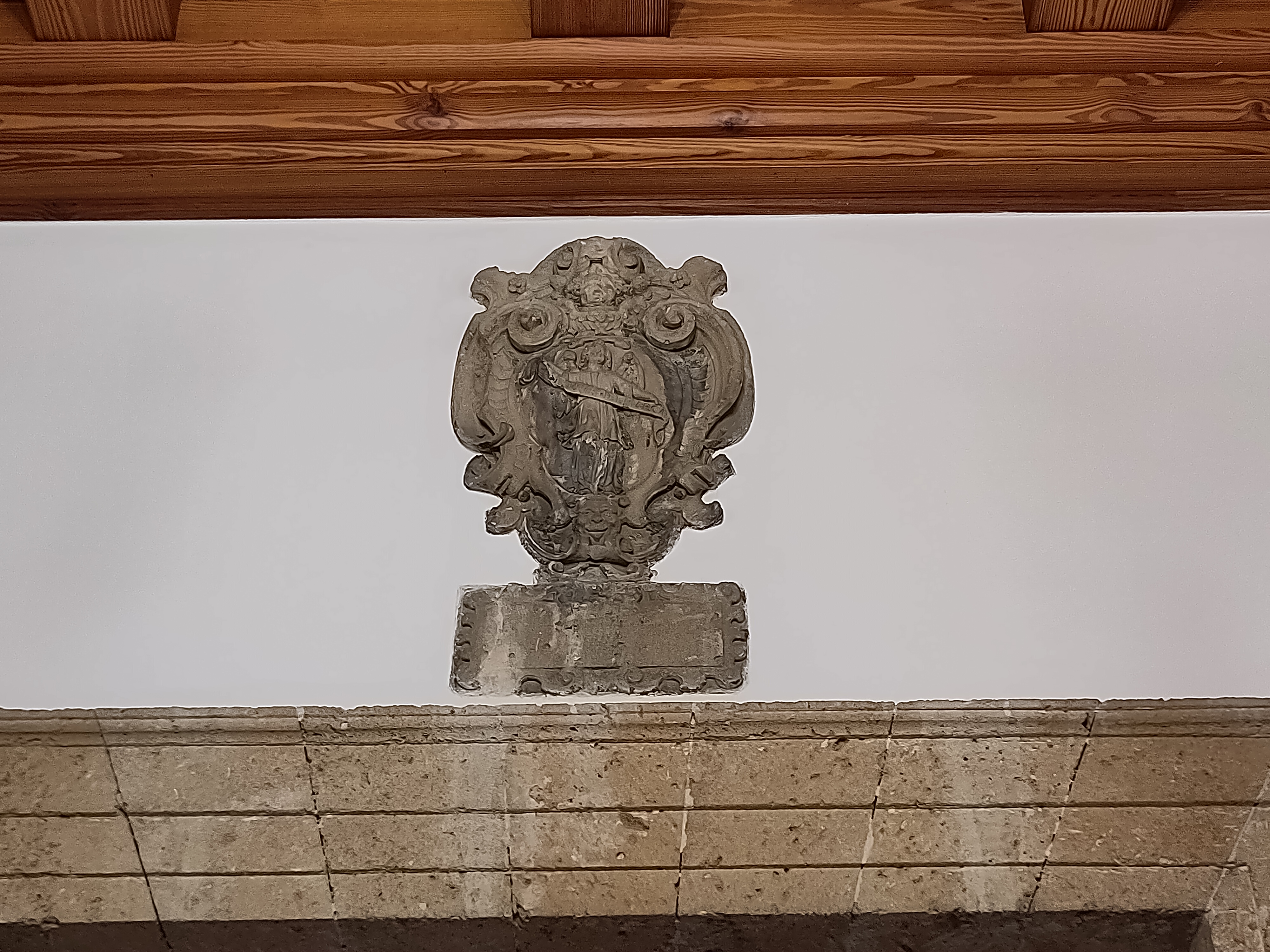
L'Àngel de la Guarda era el patró del Col·legi de Mercaders de Mallorca.

A l'edat mitjana, aquells que es dedicaven a la compra i venta de productes s'anomenaven mercaders. A la Corona d'Aragó, constituïen un estament propi i s'organitzaven en col·legis professionals; consta un Col·legi de Mercaders a les ciutats de Barcelona, València, Perpinyà, Lleida, Tortosa, Girona i Mallorca.
A Mallorca, el Col·legi de Mercaders remunta els seus orígens les primeres organitzacions dels mercaders al segle xiii, llavors encara no reglamentades oficialment. Fou Martí l'Humà qui atorgà el capítol del nou col·legi, l'any 1409. La seva organització girava entorn d'un consell de vint membres elegits anualment segons el sistema de sac i sort a l'Església de Sant Joan de Malta el mateix dia de Sant Joan; al seu torn, aquests vint consellers elegien dos defenedors, que regien i administraven el Col·legi durant el seu mandat. Pel que fa al cens de mercaders elegibles per fer part del consell, l'elaboraven els jurats que pertanyien a l'estament mercantil, encara que posteriorment també hi intervengué el lloctinent. D'altra banda, el Col·legi de Mercaders tenia diverses funcions i privilegis, com ara el de recaptar imposts per tenir una flota que protegís el port i la inspecció dels vaixells mercants, a més de controlar el Consolat de Mar. El 1715, amb els Decrets de Nova Planta, perdé l'autogovern, la facultat de recaptar imposts i les seves obligacions portuàries, que passaren a l'intendent i, més tard, a Hisenda. El 1766 recobrà les funcions de conservació del port, fins que el 1800 s'abolí, per Reial Cèdula, el Col·legi de Mercaders, que seria substituït pel Consolat de Mar i Terra.

### La banca

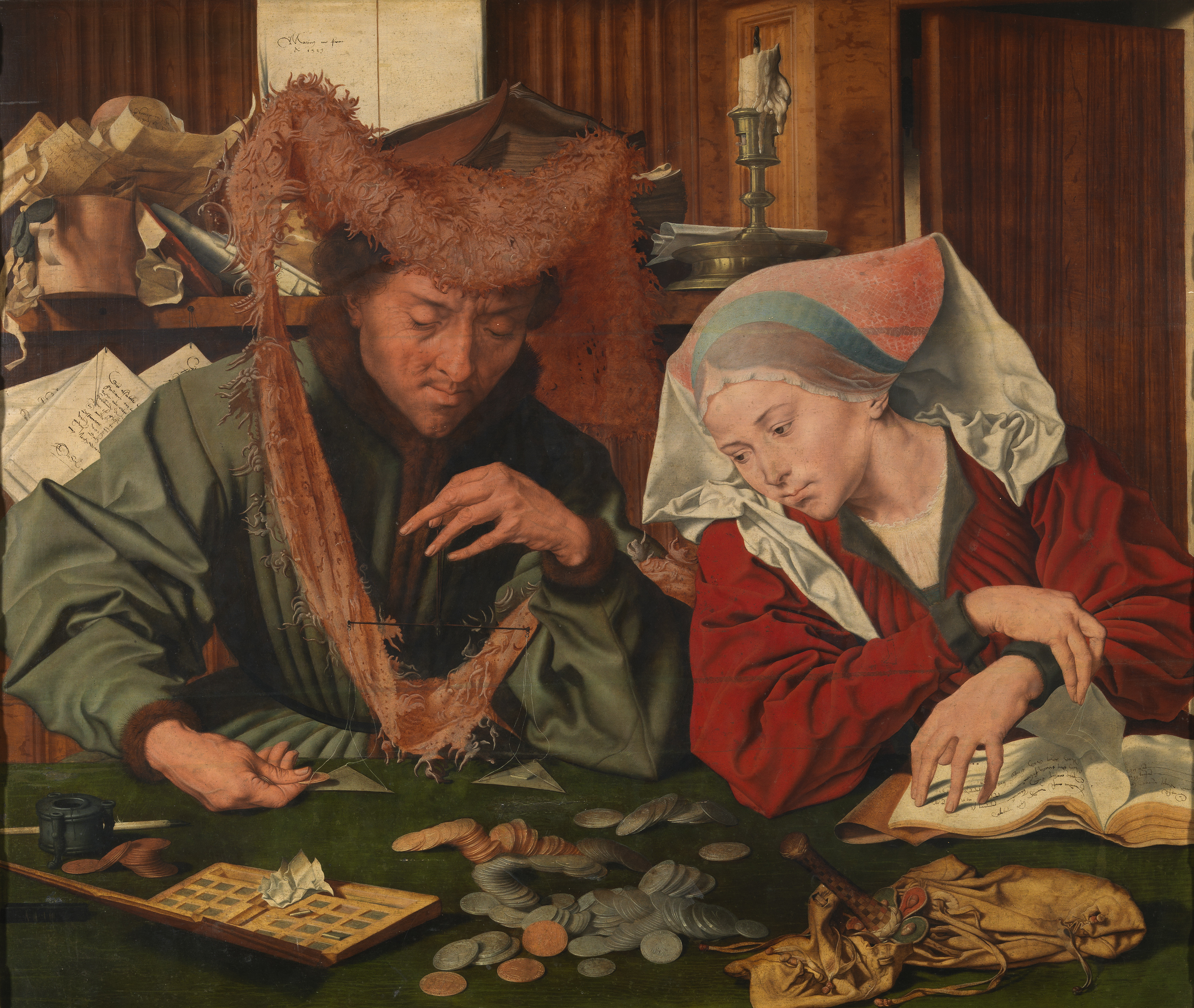
El Canvista i la seua dona, de Marinus van Reymerswaele.

Cap a l'acabement de l'edat mitjana i el principi del Renaixement va sorgir a Europa un nou concepte comercial: la banca. Una banca o banc era un establiment monetari amb una sèrie de serveis que van facilitar molt el comerç. Els pioners en aquesta àrea van ser xicotets canvistes que actuaven en fires anuals i bàsicament es dedicaven a fer canvis de moneda cobrant una comissió. Aquests canvistes van anar creixent, fins al punt que van aparèixer les grans famílies de banquers europees com els Medici o els Pitti.
Un altre dels serveis que oferien els bancs era el transport de diners. Es podia ingressar diners en un establiment i després anar a altre establiment del mateix banc i retirar-los, fins i tot entre països diferents. Aquest servei en particular va propiciar molt el comerç internacional en fires, on els comerciants podien tornar als seus països d'origen sense que els seus diners corregueren el perill de ser robats per roders.
Més endavant van aparèixer altres serveis bancaris que també van ajudar molt a desenvolupar el comerç, com ara el paper-moneda i la lletra de canvi.

### L'era dels descobriments

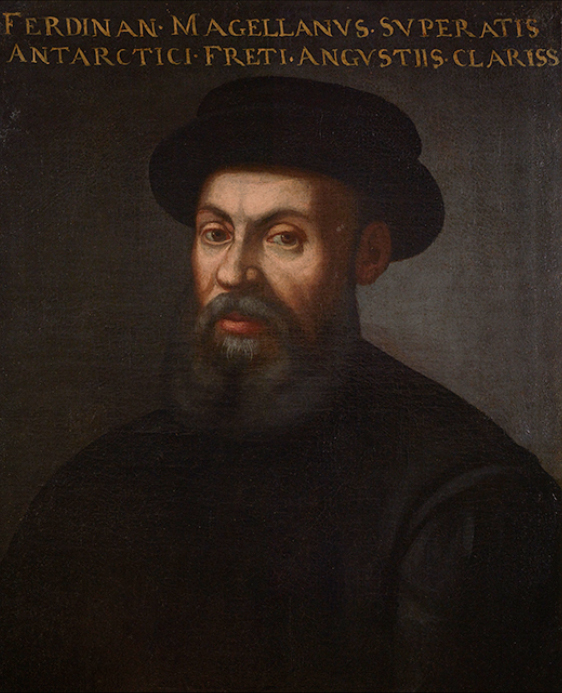
Fernando de Magallanes.

Sobre el 1400, la disrupció de l'imperi Mongol i el creixement de l'Imperi Otomà va fer que totes les rutes de comerç europees amb l'est quedaren bloquejades. La recerca de noves rutes, l'aparició del capitalisme mercant i el desig d'explorar el potencial d'una economia global, va impulsar a Europa a l'era dels descobriments.
Així doncs, Europa es va bolcar en la recerca de noves rutes cap a l'Índia per tal de restablir la importació d'espècies. Tanmateix, finalment, van ser Portugal i Espanya els dos països que van obtenir el monopoli d'aquestes rutes, gràcies al treball d'exploradors com Cristòfor Colom, Vasco da Gama, Fernando de Magallanes o Juan Sebastián Elcano.
El descobriment d'Amèrica pels europeus va suposar un altre pas en el comerç europeu. El nou flux d'or que obtenien els espanyols de manera «quasi-gratuïta» a Amèrica del Sud va sanejar i consolidar les xarxes comercials i de capital europees. La banca europea va créixer d'una manera exponencial i van començar a sorgir els grans bancs europeus, com el Banc d'Amsterdam, el Banc de Suècia o el Banc d'Anglaterra.

### Les expedicions comercials
El domini espanyol i portuguès de les noves rutes establertes, va forçar a altres potències europees, com Anglaterra i Holanda, a buscar rutes alternatives. Aquests països es van dedicar a explorar sistemàticament l'oceà Índic i Pacífic. Aquestes expedicions comercials van ser el començament de l'Imperi Britànic.

### El mercantilisme

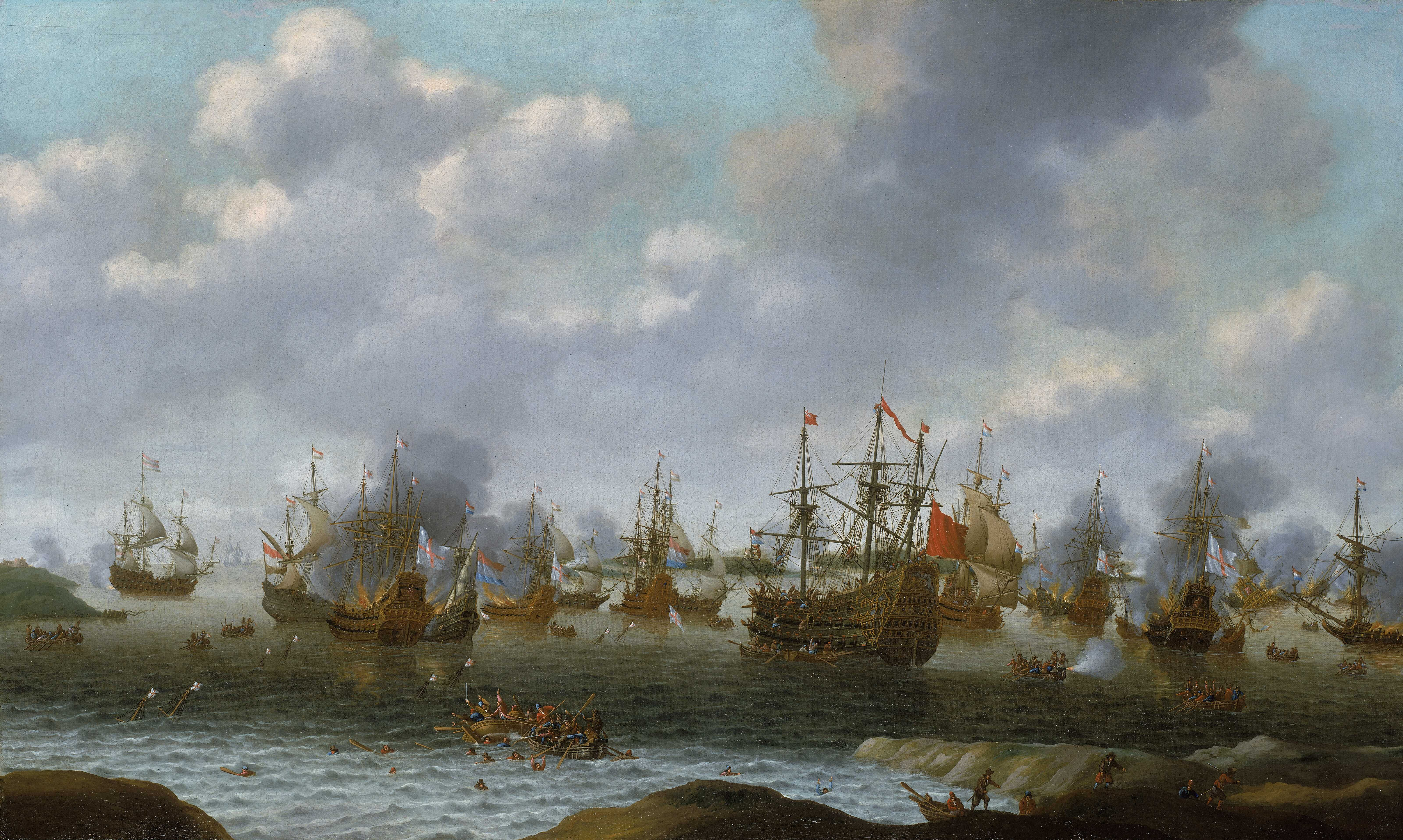
Atac en el Medway, de Pieter Cornelisz van Soest, mostra una batalla de la segona guerra Anglo-Holandesa.

El mercantilisme és aquella teoria econòmica que suporta que la riquesa d'un país està basada únicament amb els subministraments d'or i argent. D'ací es deriva que s'han de potenciar les exportacions mentre que s'han de gravar fortament amb aranzels les importacions. Aquesta teoria va calar intensament als estats europeus als segles xvii i xviii, i és un dels principals motius que van propiciar el colonialisme. Els països havien de ser el màxim independents possibles per tal de no haver importar gaire recursos d'altres països. Per aquest motiu els països europeus van crear una densa xarxa de colònies que subministraven a la metròpoli tots aquells béns necessaris.
La idea que la riquesa mundial era fixa i que l'únic mitjà per aconseguir més riquesa era absorbint altre país, va motivar les grans guerres europees dels segles xvii i xviii, com per exemple totes les guerres Anglo-Holandeses.
Gràcies a les teories econòmiques d'Adam Smith i la teoria econòmica liberal, es va anar deixant de banda el mercantilisme. D'aquesta manera, es van començar a concebre idees com que les dues parts d'una transacció comercial poden eixir beneficiades, ja que els béns intercanviats són més valuosos pels nous propietaris, o que l'or és simplement un mineral groc i que és valuós perquè n'hi ha poc.

### El comerç transatlàntic

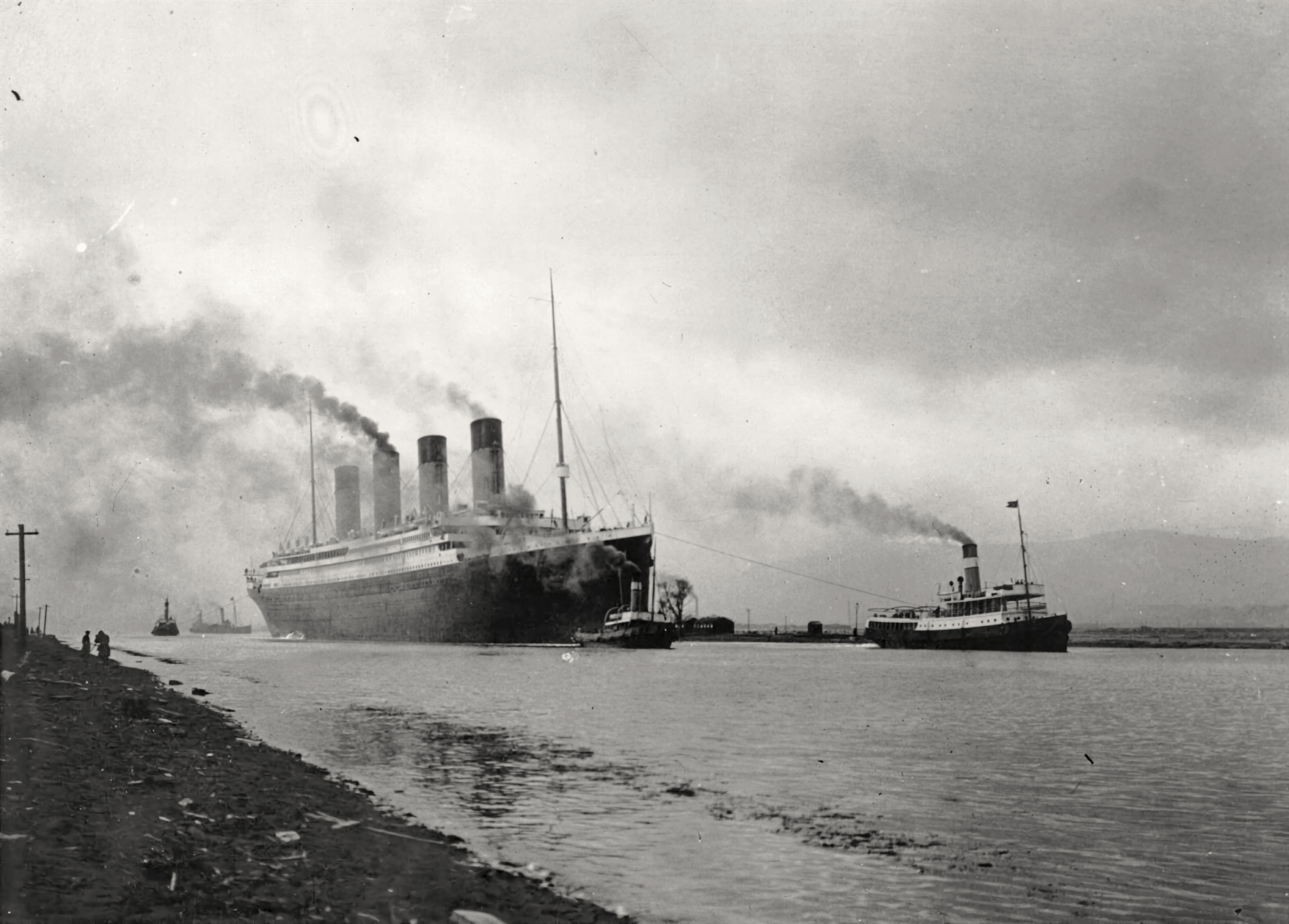
El transatlàntic Titànic.

Abans del segle xix les travessies transatlàntiques entre Amèrica i Europa es feien en vaixells de vela, la qual cosa era lent i sovint perillós. Amb els vaixells de vapor, les travessies van esdevenir més ràpides i segures. Aleshores van començar a sorgir grans companyies oceàniques amb travessies molt freqüents. Prompte, el fet de construir el transatlàntic més gran, ràpid o luxós, es va convertir en un símbol nacional.
Des del segle xvii endavant, quasi totes les travessies transatlàntiques amb destí Nord-amèrica, el port d'arribada era el de Nova York. Aviat el comerç transatlàntic va convertir Nova York en el primer port de Nord-amèrica, i com a conseqüència, va atreure la major part de les futures mercaderies transatlàntiques i tot el trànsit de passatgers. Nova York va esdevenir la capital comercial dels Estats Units d'Amèrica i una de les ciutats més importants del món. A més a més, la major part dels immigrants que anaven d'Europa als Estats Units, arribaven a Nova York, amb la qual cosa, aquesta ciutat també era el destí de tots els famosos i rics viatjant en creuers de luxe, així com dels pobres immigrants, que viatjaven en les parts inferiors d'aquests vaixells. Per tant, encara que les travessies transatlàntiques podien realitzar-se entre qualsevol part d'Europa i Amèrica, sempre s'assumia que el destí era Nova York, a menys que no s'indiqués el contrari.

### El capitalisme

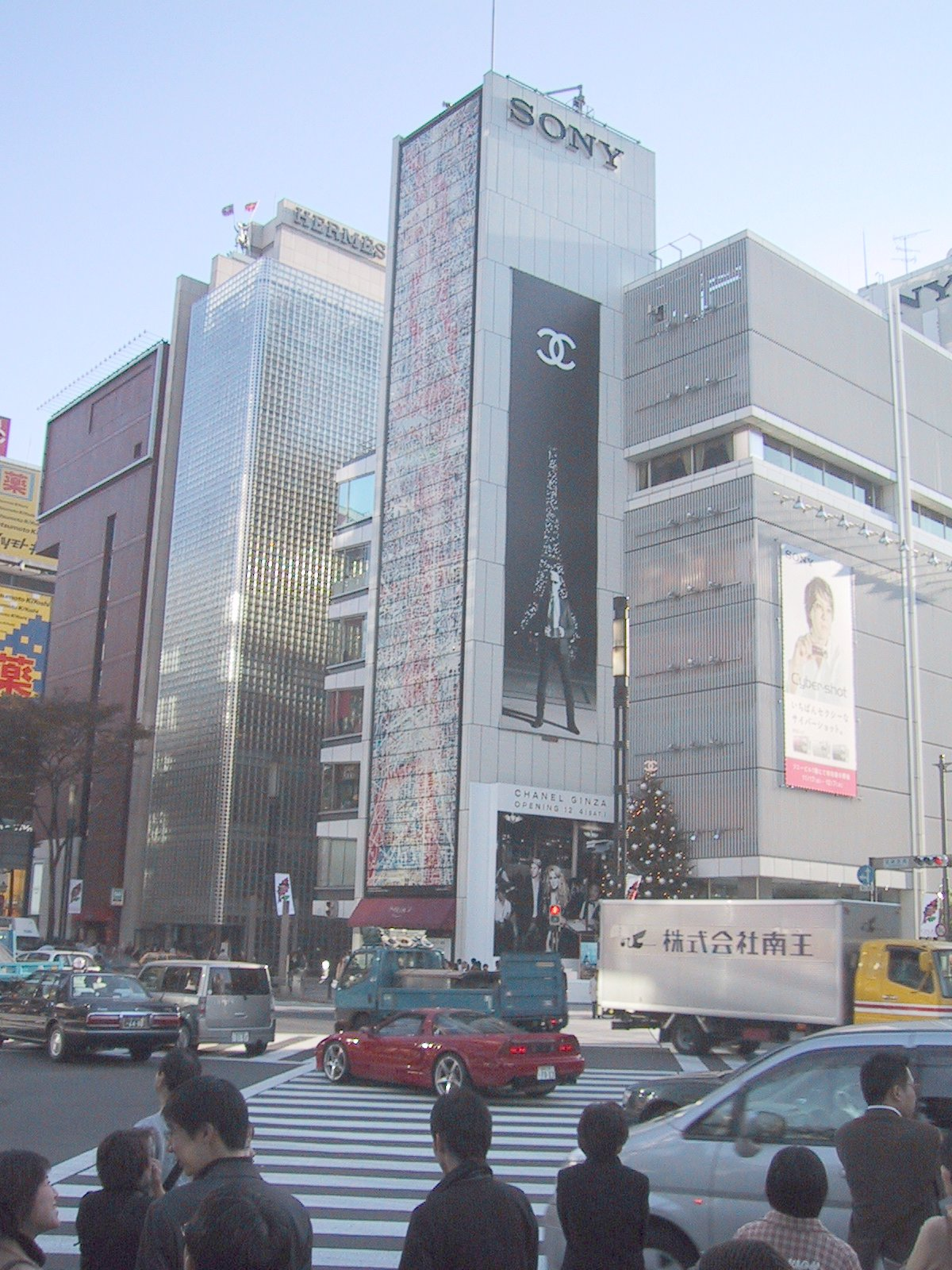
Ginza, nucli comercial de Tòquio.

El capitalisme és el sistema econòmic que es va instituir a Europa entre els segles xviii i xix. El fonament del capitalisme és l'establiment de companyies especialitzades en la compra, producció i venda de béns i serveis, en un mercat lliure del control de l'estat. L'única regla que regeix en un sistema capitalista pur és la llei de l'oferta i la demanda. Aquesta regla fixa els preus en funció del grau de necessitat de les mercaderies per part del comprador, en relació al grau de necessitat de capital del venedor (també relacionant amb la quantitat de mercaderies emmagatzemades pel venedor).

### Reaccions teòriques al comerç capitalista
Al llarg del segle xix, davant el vertebrament d'un comerç capitalista basat en la propietat privada dels mitjans de producció, els moviments de treballadors organitzats crearen i acompanyaren les seves reivindicacions de millora i de creació d'una societat nova de pensament econòmic que volia transformar –o destruir en algunes doctrines– l'organització del comerç. Aquests pensadors inscrivien les seves teories sobre el comerç dins els corrents de la família socialista, tals com el cooperativisme, el mutualisme, el sindicalisme, el socialisme reformista, el socialisme marxista, el comunisme marxista, l'anarquisme col·lectivista i el comunisme llibertari.
Per exemple, dins el comunisme llibertari es donava una gran importància al consum i es creia que el comerç s'havia de supeditar a això; àdhuc algun anarquista considerava que el consum garantia els pilars del treball i la producció. Doncs, la revolució social en suprimir la propietat privada dels mitjans de producció i socialitzar-los també modifica en essència el comerç. Alexander Berkman, un dels representants més importants al segle xx del comunisme llibertari parteix del postulat que tota acció de compra i venda es basa en la propietat privada. En conseqüència, la socialització de la propietat privada acabarà amb ambdós mecanismes. La propietat social o pública dels mitjans de producció, canvi i transport suposaran que tota matèria primera, producte o servei sigui públic, de la comunitat col·lectiva i solidària que ensems gestiona i distribueix les matèries, productes o serveis, sigui pública; és per això que el comerç serà lliure i descapitalitzat, això és, que prescindirà del capital o qualsevol forma de pagament monetària. El comerç es transformaria de tal manera que desapareixeria, àdhuc l'intercanvi desapareixeria. La filosofia comunista llibertària addueix a això que la transacció que hi hauria fora la següent: l'obrer que fabrica un producte el posarà a l'ús de la comunitat, del qual un agricultor se'n podrà beneficiar, segons les seves necessitats; alhora, aquest obrer podrà emprar lliurement i segons les seves necessitats els productes agrícoles que el camperol haurà posat dins el mercat comunitari. Aquest seria el mecanisme al qual quedaria reduït el comerç. Hom obtindria dels mercats tot allò que necessités, alhora que hom hi aportaria el producte del seu treball. La «venda» seria l'aportació del producte i la «compra» la recollida del producte als mercats per altri. L'abundància comunista, teoritzada per Piotr Kropotkin és la base que permet de desplegar tota aquesta argumentació. En una societat on hi ha el benestar i la garantia que els productors, lliures i propietaris tots –a través de la comunitat, societat, poble, etc.–, forneixen els mercats on ells mateixos i d'altres productors s'abastiran d'allò que necessiten. Per a l'anarquista comunista és un intercanvi lliure i directe, sense l'intermediari que és el diner. Aquest tipus de «comerç» s'ha anomenat científicament socialització dels béns de consum. És en aquest punt on es diferencia el comunisme del socialisme, per tal com el socialisme no preveu aquesta pràctica.

### Les innovacions en el transport

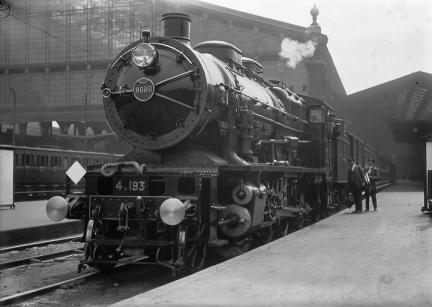
Locomotora de vapor.

Abans de la revolució del transport del segle xix, les mercaderies de consum havien de ser manufacturades prop del lloc de destí. Era econòmicament inviable transportar mercaderies des d'un lloc distant. Junt amb la Revolució Industrial es van dur a terme una sèrie d'innovacions en el transport que van revitalitzar el comerç. Ara les mercaderies podien ser manufacturades en qualsevol lloc i ser transportades d'una manera molt barata a tots els punts de consum.
Una de les primeres aportacions de la revolució del transport va ser el ferrocarril. Gran Bretanya va ser la pionera en aquest àmbit, i a conseqüència d'això, en l'actualitat té la xarxa de ferrocarrils més densa del món. A Espanya la primera línia de ferrocarril es va construir en 1848 entre les poblacions de Mataró (el Maresme) i Barcelona (el Barcelonès).
En altres llocs d'Europa i dels Estats Units, també van tenir molta importància el transport fluvial. Es va començar a eixamplar i aprofundir molts rius per tal de fer-los navegables. I una mica més endavant en moltes regions es va començar a construir denses xarxes de canals navegables.
Finalment, l'aparició de l'automòbil i la construcció sistemàtica de carreres, va provocar que les mercaderies es pogueren transportar just al punt exacte del seu consum, és el que es coneix com a distribució capil·lar mercaderies.

### Colonialisme i neocolonialisme

Bandera de la British East India Company (de 1801 a 1858).

El colonialisme és un sistema en el qual un estat clama sobirania sobre altre territori fora dels seus límits, i la gent que l'habita. Sovint, per facilitar la dominació de l'economia, recursos, força laboral o inclús els seus mercats. En canvi, el neocolonialisme, encara que té els mateixos objectius: dominació econòmica, comercial, etc.; utilitza altres mitjans de pressió indirectes, com a estratègies financeres, econòmiques o comercials.
Freqüentment, l'estat colonitzador crea monopolis estatals, encara que de vegades són privats, per explotar els recursos de la colònia. Un clar exemple d'aquest monopolis és el British East India Company, que va ser una de les organitzacions més grans i potents de la seua època, al tenir pràcticament tot el monopoli d'exportació de recursos de l'Índia. Altre monopoli comercial important en l'edat mitjana va ser la Lliga Hanseàtica. En l'actualitat, i a conseqüència del neo-colonialisme, empreses petrolieres posseeixen grans monopolis d'extracció a països d'Àfrica, Àsia o Amèrica del Sud.

### El proteccionisme i les àrees de lliure comerç

Bandera de l'antiga Comunitat Econòmica Europea.

El proteccionisme és una política econòmica que tracta de promocionar les indústries domèstiques mitjançant la imposició de taxes i altres regulacions per desencoratjar les importacions. En l'actualitat els països del Primer Món tracten d'eliminar aquestes barreres fent àrees de lliure comerç, on el comerç dins d'aquesta àrea no té cap mena de taxes ni regulacions.
Malgrat això, encara existeixen alguns proteccionismes en el Primer Món, com l'agricultura en EUA i Europa. Quant a les àrees de lliure comerç, una de les més importants en l'actualitat és la Unió Europea, que va començar sent simplement una zona de lliure comerç (Comunitat Econòmica Europea).

## Organització del comerç actual

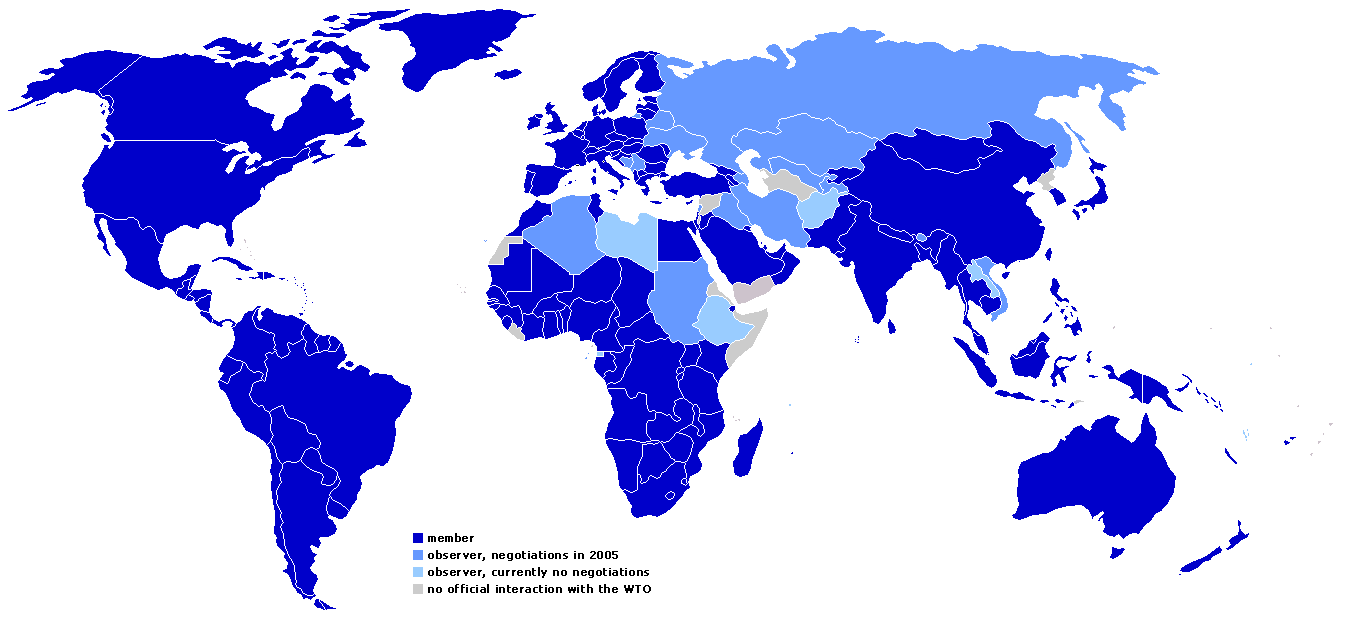
Membres de l'OMC.

L'Organització Mundial del Comerç (OMC) és una organització internacional amb seu en Ginebra (Suïssa), que vigila els tractats comercials d'entre els seus membres. Fou creada en 1995 com un secretariat per administrar l'Acord General sobre Aranzels i Comerç, un paquet de tractats comercials de la postguerra mundial, que va cedir moltes competències a la OMC.
La mundialització, des del punt de vista econòmic, és una tendència derivada del neocolonialisme que tracta de fer una zona de lliure comerç a nivell internacional. La mundialització neix a conseqüència de la necessitat rebaixar costos de producció per tal de donar l'habilitat al productor de ser competitiu en un entorn global. Nombrosos grups pacifistes i ecologistes reclamen en contra d'aquesta tendència, a favor d'altres polítiques més proteccionistes. Altres grups sindicalistes també estan fortament oposats a la globalització, car les multinacionals traslladen llocs de treball des dels països del Primer Món fins a països del Tercer Món, amb sous molt més baixos.

## Tipus de comerç
- Comerç electrònic
- Comerç internacional
- Comerç just